# Paulo Sérgio (Fußballspieler, 1968)
Paulo Sérgio, mit vollem Namen Paulo Sérgio Bento Brito (* 19. Februar 1968 in Estremoz), ist ein ehemaliger portugiesischer Fußballspieler, der als Stürmer bei vielen portugiesischen Vereinen wie z. B. FC Paços de Ferreira, CD Feirense und SC Olhanense, sowie in Frankreich bei Grenoble Foot gespielt hat. Danach begann er eine Laufbahn als Fußballtrainer und war unter anderem Trainer des portugiesischen Top-Klubs Sporting Lissabon. Anfang August 2011 übernahm er das Traineramt beim schottischen Premier-League-Klub Heart of Midlothian, den er Anfang Juni 2012 schon wieder verließ. Ende Oktober 2012 unterschrieb er einen Vertrag beim rumänischen Erstligisten und Champions-League-Teilnehmer CFR Cluj. Nach der Saison 2012/13 wechselte er nach Zypern, um dort das Traineramt bei APOEL Nikosia zu übernehmen, wobei sich der Verein bereits im Oktober 2013 wieder von ihm trennte.